# Chrám Krista Spasitele (Priština)

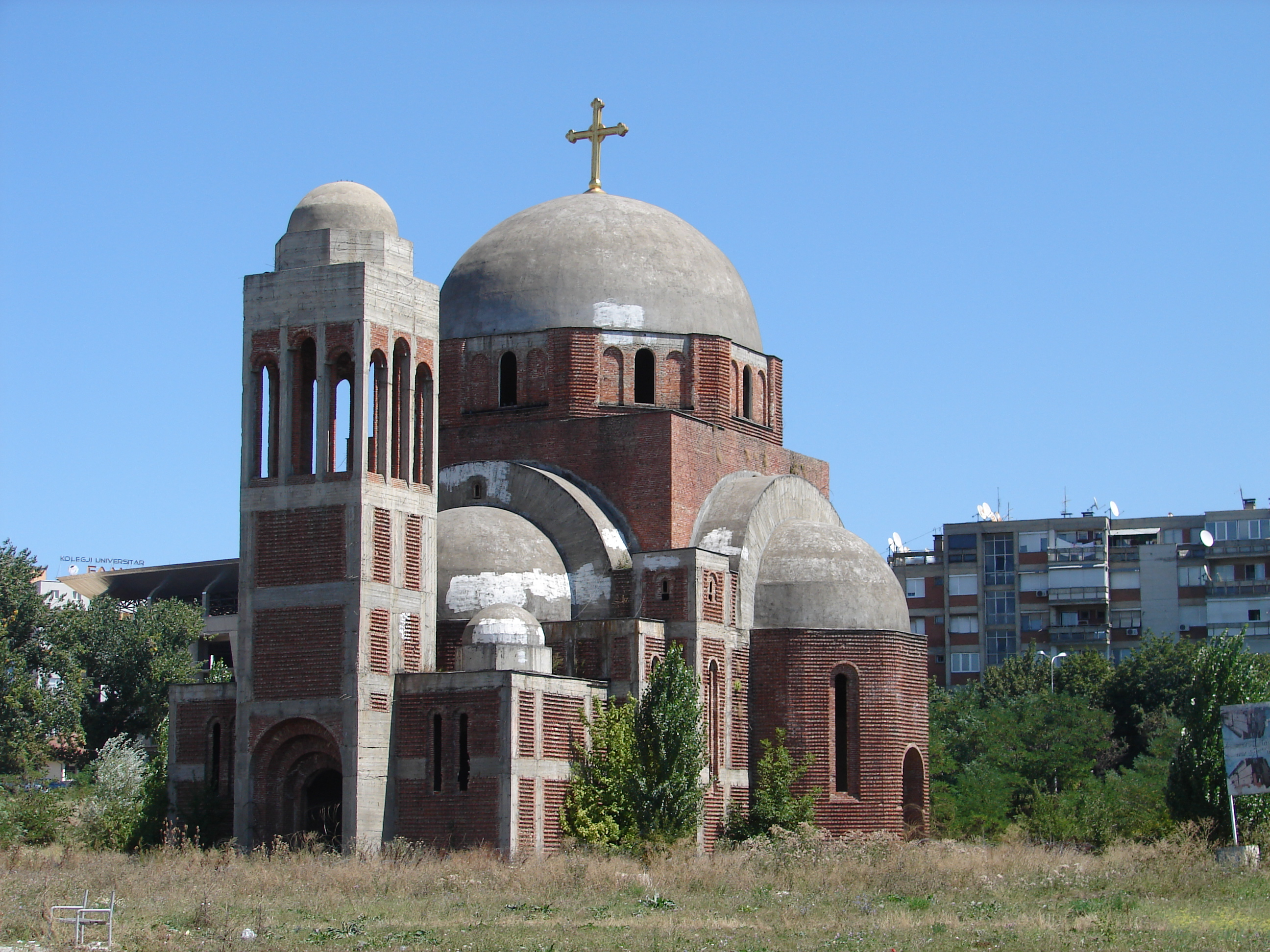
Exteriér chrámu.

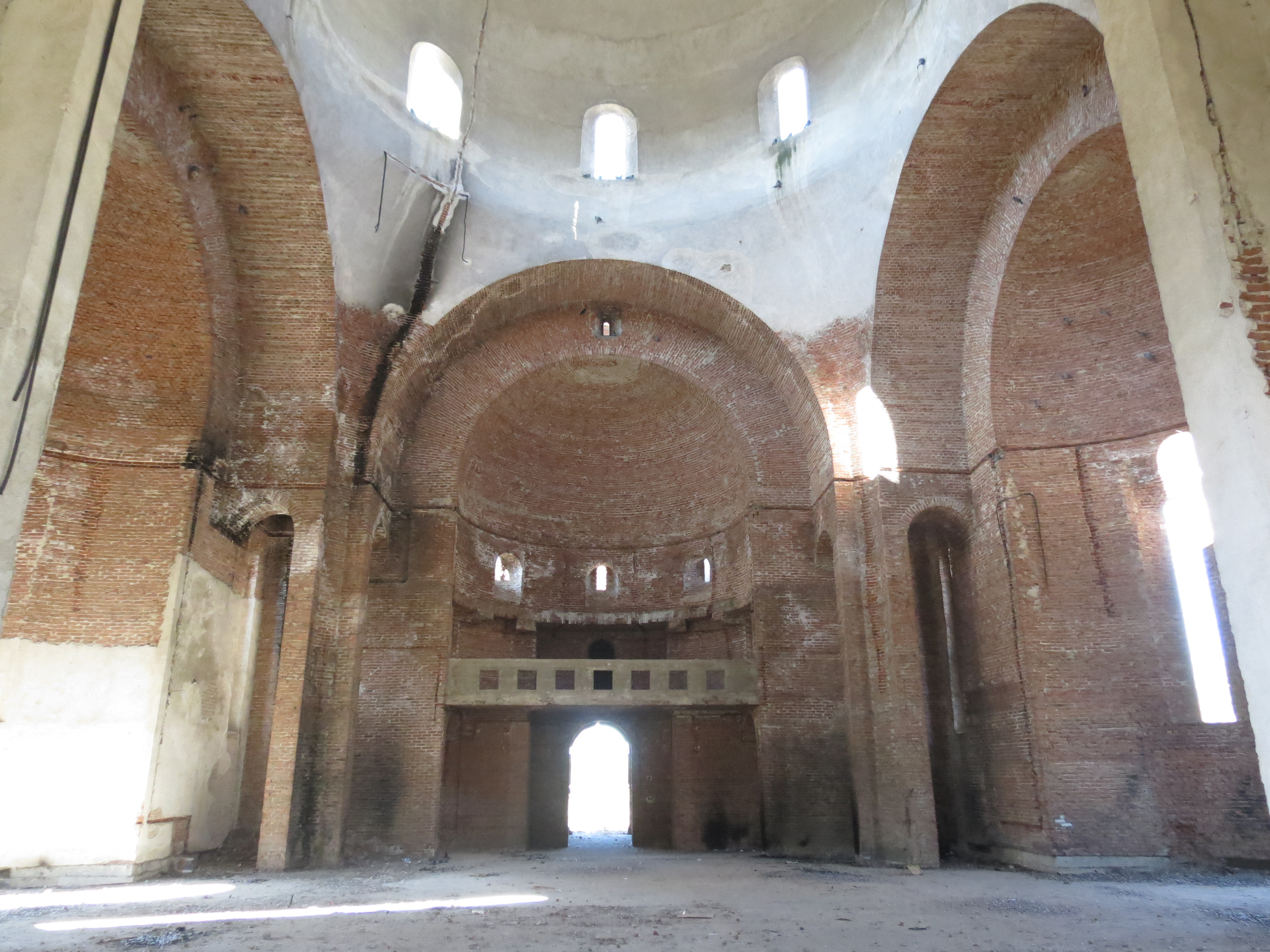
Interiér chrámu v roce 2012.

Chrám Krista Spasitele (srbsky Саборни храм Христа Спаса/Saborni hram Hrista Spasa, albánsky Katedralja e Krishtit Shpëtimtar) je nedokončený a poničený pravoslavný kostel, nacházející se v metropoli Kosova, Prištině. Katedrální chrám měl administrativně spadat pod Rašsko-prizrenskou eparchii Srbské pravoslavné církve.
Jednolodní chrám byl budován v duchu tradiční srbské architektury inspirované byzantským vlivem. Betonový skelet objektu s centrální kupolí a zvonicí byl vyzděn cihlovými zdmi. Kostel vznikl na půdorysu kříže.

## Historie
O výstavbě kostela bylo rozhodnuto poté, co byla zavedena přímá správa Kosova z Bělehradu. Místo, kde byl kostel budován, mělo být původně součástí tehdy vznikajícího kampusu Prištinské univerzity. Pozemek byl univerzitě odebrán a dán Srbské pravoslavné církvi. Stavební práce byly zahájeny v roce 1992. Srbská pravoslavná církev žádala vybudovat chrám v hlavním městě Kosova již v roce 1990. Příprava projektu stavby trvala celkem dva roky. Výstavba objektu byla zahájena v roce 1992 podle návrhu architekta Spasoje Kruniće. Následně došlo k jejich přerušení v roce 1999 v souvislosti s válkou v Kosovu a stažením jugoslávské armády.
Staveniště kostela bylo napadeno extremisty v roce 1999 v souvislosti s Válkou v Kosovu a převedením oblasti pod správu UNMIK. V roce 2012 oznámili kosovští představitelé záměr nedokončený kostel strhnout a na jeho místě vybudovat památník, což vedlo k ostré výměně názorů mezi kosovskými politickými a srbskými církevními představiteli. Pro albánské obyvatelstvo je chrám symbolem režimu Slobodana Miloševiće, který vznikl bez platného povolení. Srbští představitelé v Kosovu požadovali, aby byl nedokončený chrám dán pod policejní ochranu. Výstavba chrámu na počátku 90. let 20. století se stala i předmětem soudního sporu vedeného mezi Srbskou pravoslavnou církví a Prištinskou univerzitou.
Osud nedokončeného chrámu je předmětem debat; v roce 2016 bylo navrženo stavbu přebudovat na muzeum, roku 2019 bylo navrženo zbourání torza původní stavby.